# Ленна Куурмаа
Ленна Куурмаа (ест. Lenna Kuurmaa, нар. 26 вересня 1985 в Таллінні, Естонія) — естонська співачка, авторка пісень, кіноакторка й вокалістка гуртів Vanilla Ninja і Lenna.

## Дитинство
Ленна жила в районі Мустамяє з батьками і братом Райдо.
Під час навчання в школі належала до баскетбольної шкільної команди, а також брала участь у змаганнях з гімнастики, плавання та легкої атлетики.

## Музична кар'єра
У 1990–2002 рр. вона була членом дитячого хору ETV і виступала разом з хором на багатьох фестивалях на міжнародному рівні. У 2000–2006 роках вона навчалася гри на скрипці в Талліннській музичній школі в Урво Уйбоканда. У 2002 році вона взяла участь у телевізійному вокальному конкурсі Fizz Superstar, де дійшла до чвертьфіналу. У тому ж році Ленна, разом з 3 іншими дівчатами, створила рок-гурт «Vanilla Ninja». Після перерви в творчості «Vanilla Ninja» у 2009 році, Ленна Куурмаа почала працювати в сольному проєкті «Lenna». У червні 2010 року вона випустила свій дебютний альбом «Lenna». Виступала зі своїм новим гуртом на Всесвітній виставці в Шанхаї у 2010 році.

## Конкурс пісні Євробачення
Ленна Куурмаа брала участь у Євробачення і в національному відбірковому конкурсі з перемінним успіхом.
- У 2003 році у складі гурту «Vanilla Ninja», пісня «Club Kung-Fu» посіла останню позицію на думку міжнародного журі національного відбору конкурсу Eurolaul, навіть маючи сильну підтримку з боку слухачів.
- Знову разом з «Vanilla Ninja», вона представляє Швейцарію з піснею «Cool Vibes» на Євробаченні 2005 в Києві, де вони посіли восьме місце[3].
- У 2007 році, «Vanilla Ninja» брала участь у Eurolaul 2007 з піснею «Birds of Peace», але не пройшла у фінал.
- У 2010 році, Ленна Куурмаа брала участь як сольна виконавиця в національному конкурсі Eesti Laul 2010 з піснею «Rapunzel». Пісня зайняла другу позицію.
- У 2012 році взяла участь у конкурсі Eesti Laul 2012 з піснею «Mina jään».
- У 2014 році взяла участь у конкурсі Eesti Laul 2014 з піснею «Supernoova».

## Фільмографія
- 2007 — Куди йдуть душі/ Kuhu põgenevad hinged — Майя
- 2007 — Дім в центрі міста/ Kodu keset Linna — Анґела
- 2010 — Kelgukoerad — слідчий
- 2011 — Täitsa lõpp! — Ленна
- 2012 — Гола бухта/ Vuosaari — Війві

## Дискографія

### Альбоми
- Lenna (2010)
- Teine (2013)
- Moonland (2014)

### Сингли
- «Saatus naerdes homse toob»
- «Rapunzel» # 1 EST
- «Sellel ööl» (Violina feat. Lenna Kuurmaa) # 20 EST
- «Musta pori näkku» (Lenna Kuurmaa & Mihkel Raud)
- «Kogu tõde jüriööst»
- «Mida sa teed»
- «Õnnelaul»
- «Hüvasti, Maa»
- «Vana klaver»
- «Naked Harbour» з фільму «Vuosaari»
- «Mina jään» # 1 EST
- «Sinule»
- «Seal, kus jäljed kaovad maast» # 14 EST
- «Supernoova» # 10 EST
- "Heaven Is To Be Close to You

### Інші пісні
- «Saatus naerdes homse toob/Think idly»
- «Loomeinimesed»
- «Like a kid»
- «Mine tee tööd»
- «Vara» (with Slide-Fifty)
- «Rada» (with Mikk Saar)
- «Sinuni» (з Оттом Лепландом)
- "Kallim kullast (з Койтом Тооме)
- «Eesti, Eesti, Eesti»
- «Falling Star»

## Особисте життя
Деякий час зустрічалася з естонським футболістом Раґнаром Клаваном; пізніше — з музикантом Робертом Вайґлою, від якого у неї 2 березня 2013 року народилася дочка Амі, а 30 березня 2015 року — дочка Матільда.